# Palais (Lary)
Der Palais ist ein Fluss in Frankreich, der in der Region Nouvelle-Aquitaine verläuft. Er entspringt im Gemeindegebiet von Brossac, entwässert generell Richtung Südwest bis Süd und mündet nach rund 31 Kilometern im Gemeindegebiet von Saint-Pierre-du-Palais, gegenüber dem zur Nachbargemeinde Cercoux gehörenden Ort Valin, als linker Nebenfluss in den Lary.
Auf seinem Weg durchquert der Palais die Départements Charente und Charente-Maritime.

## Orte am Fluss
- Guizengeard
- Cottières, Gemeinde Montguyon
- Boresse-et-Martron
- Saint-Pierre-du-Palais

## Sehenswürdigkeiten
Das Tal des Flusses ist als Natura 2000-Schutzgebiet unter Code FR5402010 registriert.